# Robin Thomas (Schauspieler)
Robin Thomas Grossman  (* 12. Februar 1949 in Pittsfield, Massachusetts) ist ein US-amerikanischer Schauspieler.

## Biografie
Robin Thomas Grossman besuchte von 1965 bis 1967 die Mercersburg Academy. Anschließend studierte er von 1967 bis 1971 an der Carnegie Mellon University Schauspiel.

## Filmografie (Auswahl)

### Film
- 1986: Nochmal so wie letzte Nacht (About Last Night...)
- 1987: Im Spiegel lauert der Tod (Haunted by Her Past)
- 1987: Summer School
- 1989: Schattenreich des Todes (From the Dead of Night)
- 1990: Ein Mädchen namens Dinky (Welcome Home, Roxy Carmichael)
- 1990: Tödliche Erinnerung (Memories of Murder)
- 1991: Ärztin unter Verdacht (The Rape of Doctor Willis)
- 1992: Citizen Cohn – Handlanger des Todes (Citizen Cohn)
- 1993: Bombenattentat in New York (Without Warning: Terror in the Towers)
- 1993: Mein Freund, der Entführer (Me and the Kid)
- 1995: Das Chamäleon (Chameleon)
- 1995: Jade
- 1996: Amityville – Das Böse stirbt nie (Amityville Dollhouse)
- 1997: Spiel mit höchstem Risiko (High Stakes)
- 1998: Halloween Town – Meine Oma ist ’ne Hexe (Halloweentown)
- 1999: Wie Du mir, so ich Dir (Horse Sense)
- 2000: Rufmord – Jenseits der Moral (The Contender)
- 2002: Clockstoppers
- 2002: Groupies Forever (The Banger Sisters)
- 2003: Vermisst in der Fremde (Missing Brendan)
- 2013: Pacific Rim

### Serie
- 1986–1987: Matlock (sechs Folgen)
- 1986–1987: Wer ist hier der Boss? (Who’s the Boss?, sechs Folgen)
- 1991: Mord ist ihr Hobby (Staffel 8, Folge 9)
- 1993–1994: Die Super-Mamis (The Mommies, 24 Folgen)
- 1995–1996: Party of Five (drei Folgen)
- 1997: JAG – Im Auftrag der Ehre (JAG, eine Folge)
- 1997–2002: Practice – Die Anwälte (The Practice, drei Folgen)
- 1998: V.I.P. – Die Bodyguards (V.I.P., eine Folge)
- 1999: Walker, Texas Ranger (eine Folge)
- 2000: Diagnose: Mord (eine Episode)
- 2002–2004: Lady Cops – Knallhart weiblich (The Division, 11 Folgen)
- 2004: Queer as Folk (fünf Folgen)
- 2005: Criminal Minds (eine Folge)
- 2007: Damages – Im Netz der Macht (Damages, drei Folgen)
- 2007: Navy CIS (5x05: Der Mann auf dem Dach)
- 2010–2011: Life Unexpected – Plötzlich Familie (acht Folgen)
- 2016: Fuller House (zwei Folgen)
- 2015–2019: Crazy Ex-Girlfriend (sechs Folgen)
- 2016–2017: Zoo (sechs Folgen)
- 2017: Transparent (eine Folge)
- 2017: Law & Order True Crime (zwei Folgen)
- 2018: Blue Bloods – Crime Scene New York (eine Folge)
- 2018: Lethal Weapon (eine Folge)